# Виргиниски крещалец
Виргиниски крещалец (Rallus limicola) е вид птица от семейство Rallidae.

## Разпространение
Видът е разпространен в Бахамските острови, Гватемала, Еквадор, Канада, Колумбия, Куба, Мексико, Перу, Пуерто Рико, Сен Пиер и Микелон и САЩ.